# 11-я улица Текстильщиков
11-я улица Текстильщиков — улица в районе Текстильщики Юго-Восточного административного округа Москвы.

## История
До 1960 года 11-я улица Текстильщиков (в 1948-1960 гг. называлась 11-я улица посёлка Текстильщики) была одной из одиннадцати пронумерованных улиц посёлка Текстильщики, входившего в состав города Люблино (в 1960 году территория города Люблино была включена в состав Москвы). Впоследствии, шесть из одиннадцати улиц были переименованы, и лишь 11-я улица Текстильщиков сохранила своё название наряду с 1-й, 7-й, 8-й и 10-й улицами.

## Описание
Улица идёт от Люблинской улицы до Волжского бульвара, огибая спортивный комплекс Москвич и пруд Садки. Справа к улице примыкают улица Артюхиной и 8-я улица Текстильщиков.

## Транспорт
По самой улице общественный транспорт не ходит. Ближайшая автобусная остановка расположена на Волжском бульваре.

### Автобусы
550  Выхино — Ставропольский проезд

### Метро
В 300 метрах к северо-западу от улицы расположены станция метро «Текстильщики» Таганско-Краснопресненской и Большой кольцевой линий и одноимённая платформа Курско-Рижского диаметра (D2). 